# سرژ داسو
سرژ داسو، (به فرانسوی: Serge Dassault) (زاده ۴ آوریل ۱۹۲۵ – درگذشته ۲۸ مه ۲۰۱۸) کارآفرین، سیاست‌مدار، سرمایه‌دار و مدیر ارشد اجرایی فرانسوی بود، که در سال ۱۹۹۵ گروه داسو را تأسیس نمود. وی فرزند مخترع فرانسوی مارسل داسو بود. خانواده او اصالت یهودی داشته‌اند و بعداً به مسیحیت کاتولیک تغییر مذهب دادند. سرژ داسو مالک شرکت‌های هوانوردی داسو، داسو سیستمز و گروه داسو بشمار می‌آید. سرژ داسو در سال ۲۰۱۳ با دارایی خالص ۱۵٫۳ میلیارد دلار بعنوان چهارمین فرد ثروتمند فرانسه شناخته شد. داسو در سال ۲۰۱۴ در رتبه ۶۵ از فهرست ثروتمندترین افراد جهان قرار داشت.